# Келойахк
Келойахк (Келой-Ахк) — река в России, протекает в Чеченской Республике. Правый приток реки Шароаргун.

## География
Река Келойахк берёт начало на северо-восточном склоне хребта Хиндоилам. Течёт на северо-восток, затем поворачивает на северо-запад. У села Нохчи-Келой принимает воды реки Ачалой-ахк. Устье реки находится в 39 км по правому берегу реки Шароаргун. Длина реки составляет 18 км, площадь водосборного бассейна — 144 км².

## Данные водного реестра
По данным государственного водного реестра России относится к Западно-Каспийскому бассейновому округу, водохозяйственный участок реки — Сунжа от города Грозный до впадения реки Аргун. Речной бассейн реки — Реки бассейна Каспийского моря междуречья Терека и Волги.
Код объекта в государственном водном реестре — 07020001212108200006037.